# Lamitan
City of Lamitan (Filipino: Lungsod ng Lamitan) ist eine philippinische Stadt auf der Insel Basilan. Sie ist die Hauptstadt der zur Region Bangsamoro gehörenden Provinz Basilan. Teile des Basilan Natural Biotic Areas liegen auf dem Gebiet der Gemeinde. Die Stadt und ihre Umgebung waren schon mehrfach Schauplatz militärischer Auseinandersetzungen zwischen Regierungstruppen und der islamistischen Terrororganisation Abu Sayyaf.

## Baranggays
Lamitan ist politisch unterteilt in 45 Baranggays.
| - Arco - Ba-as - Baimbing - Balagtasan - Balas - Balobo - Bato - Boheyakan - Buahan - Boheibu - Bohesapa - Bulingan - Cabobo - Campo Uno - Colonia | - Calugusan - Kulay Bato - Limo-ok - Lo-ok - Lumuton - Luksumbang - Malo-ong Canal - Malo-ong San Jose - Parangbasak - Santa Clara - Tandong Ahas - Tumakid - Ubit - Bohebessey - Baungos | - Danit-Puntocan - Sabong - Sengal - Ulame - Bohenange - Boheyawas - Bulanting - Lebbuh - Maganda - Malakas - Maligaya - Malinis (Pob.) - Matatag - Matibay - Simbangon |

## Erhebung zur Stadt
Am 18. Juni 2007 ratifizierten die stimmberechtigten Wähler von Lamitan den Republic Act 9393, mit dem die Erhebung Lamitans zur Stadt beschlossen wurde. Damit änderte sich der Status der Kommune von einer Stadtgemeinde zur Stadt. Lamitan trägt seither die offizielle Bezeichnung City of Lamitan.
Nach Angaben des Bürgermeisters von Lamitan Roderick Furigay stimmten 26.636 Wähler für Ratifizierung des Republic Act 9393 und 177 dagegen.